# Hoa cà (màu)
 #C8A2C8 
Màu hoa cà còn gọi là màu hoa tử đinh hương do nó rất gần với màu hoa của hai loại cây này.

## Tọa độ màu
```
Số Hex
 = #C8A2C8

RGB
  (r, g, b) = (200, 162, 200)

CMYK
 (c, m, y, k) = (22, 36, 22, 0)

HSV
 (h, s, v) = (300, 19, 78)
```